# Desliga e Vem
| Críticas profissionais | Críticas profissionais |
| Avaliações da crítica  | Avaliações da crítica  |
| Fonte                  | Avaliação              |
| ---------------------- | ---------------------- |
| Allmusic               | [ 2 ]                  |

Desliga e Vem é um álbum de pagode considerado o quarto álbum do grupo brasileiro Exaltasamba, que foi lançado em fita cassete e em CD em 1997 pela EMI-Odeon. O disco tem 15 faixas. É o primeiro álbum que o Exaltasamba vende um milhão de discos, e o grupo conseguiu vender isso antes de seis meses de vendas e também ganhou disco de platina duplo segundo a ABPD e teve a música "Caixinha de Felicidade" em homenagem a Xuxa Meneghel e também o grupo foi no Planeta Xuxa tocar essa música na presença da Xuxa em 1997. O álbum tem a música "Amor e Amizade" que também fizeram esta música para a trilha sonora da telessérie Mulher.

## Faixas[6]
1. Alma gêmea
2. Amor e amizade
3. Desliga e vem
4. Preciso de amor
5. Desejo contido
6. Dez a um
7. Sem o teu calor
8. Volta comigo
9. Teu segredo
10. Surpresas de amor
11. Pintou sujeira
12. Teu olhar
13. Presença de paz
14. Tá na hora de ir
15. Caixinha de felicidade

## Músicos

### Exaltasamba
- Péricles: Vocalista e banjo
- Chrigor: Vocalista e pandeiro
- Pinha: Repique de mão e vocal
- Thell: Bateria e vocal
- Brilhantina: Cavaquinho e vocal
- Izaías Marcelo: Violão e vocal
- Marquinhos: Tantan e vocal

### Banda de apoio
- Jota Moraes e Evaldo Santos : Teclados
- Duda Mendes : Bateria
- Prateado : Baixo
- Mauro Diniz e Márcio Almeida : Cavaquinho
- Arlindo Cruz : Banjo
- Gordinho : Surdo
- Fumaça : Repique de anel, pandeiro, tumba e ganzá
- Bira Hawai : Tamborim, ganzá, ganzagão, agogô e timbal
- Ovídio : Cuíca
- Anselmo Lima : Sax, flauta e oboé
- Coro : Angela Santana, Adriane Dre, Elianete Cunha, Eliete Cunha, Ari Bispo, Ronaldo Barcellos, Lourenço, Pinha, Chrigor, Péricles, Thell, Izaías Marcelo, Brilhantina e Marquinhos

## Vendas e certificações
| País          | Certificação | Vendas   |
| ------------- | ------------ | -------- |
| Brasil - ABPD | 2× Platina   | 500,000+ |